# Medina del Campo
Medina del Campo, població castellana d'origen preromà, a la província de Valladolid, a la comunitat autònoma de Castella i Lleó, Espanya. Cap de la comarca de Tierras de Medina, amb aproximadament 30 municipis.

## Situació, demografia i economia
És al sud-oest de la província de Valladolid, a 45 kilòmetres de la capital. Medina del Campo es troba a 721 metres sobre el nivell del mar, a la vora del riu Zapardiel i el seu terme municipal ocupa 153 km².

### Evolució demogràfica
| Població | 50.000 | 20.500 | 16.800 | 9.959  | 5.500  | 3.000  | 4.350  | 5.050  | 3.454  | 780    | 1.500  | 2.950  | 3.971  | 8.854  | 10.401 |
| Any      | 1930   | 1940   | 1950   | 1960   | 1970   | 1980   | 1985   | 1991   | 1995   | 1996   | 1998   | 1999   | 2000   | 2001   | 2002   |
| Població | 12.295 | 13.007 | 14.288 | 13.007 | 14.327 | 16.518 | 19.912 | 20.006 | 20.139 | 20.174 | 20.023 | 20.023 | 20.047 | 20.029 | 20.102 |
| Any      | 2003   | 2004   | 2005   | 2006   | 2007   | 2008   | 2009   | 2012   |        |        |        |        |        |        |        |
| Població | 20.046 | 20.505 | 20.683 | 20.767 | 20.832 | 21.256 | 21.540 | 21.594 |        |        |        |        |        |        |        |

Les activitats econòmiques més destacables són l'agricultura, la indústria del moble i el comerç. En aquest últim apartat, cal destacar la particularitat històrica que el comerç tanca els dijous i obre els diumenges al matí per a així donar servei als habitants de la comarca. També cal destacar el tradicional mercat de bestiars que se celebra els diumenges.

## Història
Aquesta vila va tenir una important rellevància a la baixa edat mitjana i principis de l'edat moderna, constituint una de les majors i més importants ciutats dels regnes hispànics, amb motiu de les seves fires (amb presència de mercaders dels importants centres europeus)i de constituir un dels llocs habituals de la presència de la cort de la corona de Castella. El moment més àlgid de la seva esplendor va tenir lloc sota el senyoriu de la vila d'en Ferran d'Antequera (Ferran I d'Aragó) i Isabel I de Castella (dels quals a la Col·legiata de San Antolin s'hi guarda el seu penó) quan, fins i tot, va assolir una població doble de l'actual, població elevada en l'època. Cal destacar que en el palau reial situat a la plaça major de la vila, hi van néixer fins a tres reis de la corona catalano-aragonesa: Ferran I (1412-1416) i els seus fills Alfons IV el Magnànim (1416-1458) i Joan II el "sense fe" (1458-1479). La riquesa de Medina del Campo i les seves fires va ser fonamental per a les maniobres polítiques que van conduir Ferran I a ser elegit rei a Casp.

## Clima, vegetació i fauna
De clima mediterrani continentalitzat, amb una temperatura mitjana anual d'11,6 °C i una oscil·lació anual de 18,4 °C, és sec (392 mm/m² a l'any de precipitació) amb hiverns llargs i freds i estius curts i calorosos. El paisatge de la comarca de Medina del Campo està dominat per les suaus ondulacions en les quals se situen els cultius de cereal i les pinedes amb alguns rierols d'escàs o nul cabal, com el riu Zapardiel, que creua la ciutat. La vegetació silvestre sobreviu en zones ermes, llindars i cunetes, amb un curt cicle vital, destinat a produir un gran nombre de llavors; per això, en els mesos de primavera, els camps gaudeixen d'una fugaç explosió de colors, que a l'estiu es torna grogosa palla.
La comarca acull nombrosos animals de petita grandària: gran varietat d'insectes, rèptils, petits rosegadors, llebres, guineus, perdius, cigonyes i les escasses però benvolgudes avitardes. Ocasionalment, a la zona, es troben llops de pas. Esquitxant el paisatge, des de tardor, apareixen petits estanys que, si bé, poden semblar de grandària insignificant, són fonamentals per a la vida silvestre i per a la ramaderia extensiva. Alguns d'aquests petits estanys arriben a convertir-se en llocs d'hivernada d'aus migratòries com gansos, grulles i altres aus aquàtiques.